# Diego Cristin
Diego Nicolás Cristin (* 5. April 1981 in Buenos Aires) ist ein argentinischer Tennisspieler.

## Karriere
Cristin erreichte auf der ITF Junior Tour Platz 282. Bei den Profis spielte er ab 2002 regelmäßig, bis 2004 konnte er sich nicht entscheidend auf der drittklassigen ITF Future Tour durchsetzen. Als Junior galt er als Talent. Mit 214 km/h soll er den schnellsten Aufschlag aller Argentinier gehabt haben. 2003 fügte er dem späteren US-Open-Sieger Juan Martín del Potro die erste Niederlage in einem Profimatch zu. 2005 gewann er die ersten zwei Futuretitel im Doppel, wodurch er das Jahr auf Platz 582 der Weltrangliste abschloss. Im Einzel war 2006 sogar das erfolgreichste Jahr seiner Karriere. Erstmals überhaupt konnte er dort Anfang des Jahres das Finale erreichen, was ihm noch fünf weitere Male in diesem Jahr gewann – viermal blieb er dabei siegreich. Innerhalb eines Jahres stieg er um mehr als 500 Plätze bis auf Rang 429 Ende des Jahres. Mitte 2007 stieg er auf seinen Karrierebestwert von Platz 318 im Einzel. Danach konnte er an seine Form kaum noch anknüpfen, er schaffte in diesem Jahr nur einen weiteren Finaleinzug. Erst 2009 stand er nochmal im Finale und gewann seinen sechsten und letzten Einzeltitel. Im Doppel war er konstant erfolgreicher. Von 2006 bis 2008 gewann er zehn Titel und stand zwischenzeitlich in den Top 400. Einmal zog er auch auf der ATP Challenger Tour in ein Halbfinale ein – 2007 in Campos do Jordão.
Das Jahr 2009 wurde das erfolgreichste Jahr in Cristins Karriere. Er gewann neun Titel auf der Future Tour und gewann mit Eduardo Schwank seinen einzigen Challenger-Titel in Santiago de Chile. 2010 folgten vier weitere Futuretitel, die gleichzeitig seine letzten waren. Das Karrierehoch von Rang 199 erreichte er im April 2010. Ein Durchbruch auf der ATP Tour gelang ihm nie.
Nach seiner aktiven Karriere arbeitete er als Tennistrainer. Er gehörte zum Trainerteam der Brüder Francisco und Juan Manuel Cerúndolo.

## Erfolge
| Legende (Anzahl der Siege) |
| Grand Slam                 |
| ATP Finals                 |
| ATP Tour Masters 1000      |
| ATP Tour 500               |
| ATP Tour 250               |
| ATP Challenger Tour (1)    |

### Doppel

#### Turniersiege
| Nr. | Datum            | Turnier           | Belag | Partner         | Finalgegner                        | Ergebnis |
| --- | ---------------- | ----------------- | ----- | --------------- | ---------------------------------- | -------- |
| 7.  | 25. Oktober 2009 | Santiago de Chile | Sand  | Eduardo Schwank | Juan Pablo Brzezicki David Marrero | 6:4, 7:5 |